# Pseudohadena coluteae
Pseudohadena coluteae là một loài bướm đêm trong họ Noctuidae.